# Kolsassberg
Kolsassberg est une commune autrichienne du district d'Innsbruck-Land, dans le Tyrol.